# Georg Stanković
Georg Stanković zvani Žorž (Beč, 10. studenog 1947. – Beograd, 1. listopada 1993.) bio je srbijanski profesionalni boksač, kontroverzni poduzetnik i navodni suradnik Udbe.

## Djetinjstvo i mladost
Rođen je 10. studenog 1947., u Austriji, u Beču, u obitelji Boška i Jelene Stanković, gdje mu je otac radio kao trgovac, da bi se s obitelji tijekom 1951. doselio u Beograd. U Beogradu je završio osnovnu školu, ali je u ranoj adolescentskoj dobi pokazivao sklonost delinkventskom ponašanju te nije nastavio srednjoškolsko obrazovanje, nego je upisao večernju školu koju nikada nije završio.

## Kriminalna karijera
Kao stariji maloljetnik (16 - 18 godina života) i mlađi punoljetnik (18 - 21) sudjelovao je u uličnim tučnjavama te družeći se s uličarima i džeparima započinje svoju kriminalnu karijeru, kada ga zamjećuju u tadašnjoj Službi državne sigurnosti, koji su se nakon 1964. i sastanka na vrhu republičkih i savezne Službe, a na prijedlog hrvatskih kadrova Marijana Ofaka i Uroša Slijepčevića, počeli aktivniji angažman među kažnjenicima u kaznionicama i popravnim domovima, gdje su nastojali vrbovati delinkvente za agente, odnosno specijalne kadrove za rad u inozemstvu i programatski ih slati u zapadnoeuropske države. Krajem 1960-ih i početkom 1970-ih Žorž odlazi u inozemstvo gdje se bavi kriminalnim aktivnostima, najprije se s grupom jugoslavenskih delinkvenata kretao po Italiji, u Trstu, Milanu i Rimu, gdje je i uhićen zbog teške krađe, ali ubrzo biva pušten, da bi se potom sa svojom grupom prebacio u Austriju u Beč, gdje se bave provalama u stanove i trgovine, ali zbog straha da budu otkriveni napuštaju Austriju i preko Njemačke odlaze u Belgiju, u Bruxelles, gdje je prilikom jedne provalne krađe i uhićen te je proveo dva mjeseca u pritvoru. Tijekom boravka u inozemstvu kretao se u jugoslavenskim kriminalnim krugovima te je došao u otvoreni sukob s konkurentskom kriminalnom grupom okupljenom oko Ljubomira Magaša zvanog Ljuba Zemunac i Rade Ćaldovića zvanog Ćenta.
Po izlasku iz belgijskog zatvora, vraća se u Jugoslaviju, u Beograd, gdje se zapošljava kao taksist na aerodromu, što mu je priskrbilo kontakte s služilo kao paravan da bi se mogao neometano baviti nezakonitom trgovinom (švercom), te odlazi u Poljsku, Čehoslovačku i Mađarsku gdje se bavi krijumčarenjem roba razne vrste, dok za to vrijeme u Beogradu otvara kafić i noćni klub u kojima se okupljala tadašnja društvena i politička elita.
Negdje u vrijeme dolaska Slobodana Miloševića na vlast u Srbiji, Žorž širi svoje poslovanje, kada dolazi do regrutiranja većeg broja osoba iz kriminalne sredine koji uz pomoć srbijanske Službe državne sigurnosti obavljaju specijalne zadaće od državnog interesa, zauzvrat im omogućavaju otvaranje restorana i noćnih klubova, pa tako i Žorž otvara u tom razdoblju nekoliko restorana i klubova, a tijekom 1989. dobiva i licenciju za Filu i Reebok u bivšoj Jugoslaviji, da bi u razdoblju od 1990. do 1993., u vrijeme međunarodne izolacije i embarga u SR Jugoslaviji Stanković svoje aktivnosti razgranao u inozemstvu, te otvara tvrtke u Austriji, Češkoj, Slovačkoj, Rumunjskoj i Rusiji.

## Kraj karijere i smrt
Na početku političke krize i rata na području bivše Jugoslavije na širem području Beograda širila su se serija ubojstava osoba koje se sumnjalo da pripadaju kriminalnom miljeu, te je u jednom takvom obračunu stradao i sam Žorž.Naime, ubijen je ispred trgovačkog centra na području Novog Beograda, dana 1. listopada 1993., kada je nepoznati počinitelj iz automatske puške marke Heckler & Koch s prigušivačem prišao automobilu u kojem su  se u trenutku nalazili Stanković i njegov pratitelj, te je u tom trenutku nepoznati napadač u njihovu smjeru ispalio tridesetak metaka, od čega je u samog Stankovića bilo ispaljeno dvadeset metaka.
Bio je oženjen, otac dvoje djece.